# Рудаков, Александр Петрович (партийный деятель)
Алекса́ндр Петро́вич Рудако́в (29 августа (11 сентября) 1910 года, пос. Пологи Екатеринославской губ. (ныне город Запорожской обл. Украины) — 10 июля 1966 года, Москва) — советский партийный деятель.
Член партии с 1931 г., член ЦК КП Украины (1952—1956), член ЦК КПСС с 1962 г. (кандидат с 1956 г.), секретарь ЦК КПСС с 23.11.62 г.

## Биография
Родился в крестьянской семье в посёлке Пологи Александровского уезда Екатеринославской губернии (ныне город в составе в Запорожской области Украины). Русский.
С 1927 года работал шахтёром в Донбассе. Окончил Ленинградский горный институт (1937). С 1936 года на комсомольской работе в Украинской ССР, затем в 1938—1942 гг. в аппарате ЦК КП(б) Украины: инструктор, заместитель, заведующий Отделом угольной промышленности ЦК.
В 1941—1942 годах выполнял поручения (уполномоченный) Военного совета Юго-Западного фронта. В 1942—1944 годах работал в аппарате ЦК ВКП(б), затем в 1944—1954 гг. вновь в аппарате ЦК КП(б) Украины: заместитель секретаря ЦК, заведующий Отделом угольной промышленности ЦК, заведующий Отделом тяжёлой промышленности ЦК, заведующий Отделом партийных, профсоюзных и комсомольских органов ЦК.
С 1954 года заведующий отделом тяжёлой промышленности ЦК КПСС. В ноябре 1962 — июле 1966 года секретарь ЦК КПСС, отвечавший за промышленность. Депутат Верховного Совета СССР 6—7-го созывов.
Награждён 2 орденами Ленина.
Похоронен на Красной площади у Кремлёвской стены.